# زاوية الدهماني
زاوية الدهماني هو حي من أحياء طرابلس الغرب،
سُمى الحي بهذا الاسم على اسم زاوية تحفيظ القرآن الصوفية القديمة بالمنطقة .
يحده من شماله ميناء الشعاب والبحر ،
ومن جنوبه فشلوم ،
ومن شرقه أبو ستة ،
ومن غربه الظهرة ،
تتميز المنطقة بالهدوء وإطلالتها المميزة على البحر، وبها العديد من السفارات والوزارات و المصارف والأسواق والمقاهي والمطاعم.